# Carson (Wisconsin)
Carson – miasto w Stanach Zjednoczonych, w stanie Wisconsin, w hrabstwie Portage.